# Stephen Elliott (calciatore)
Stephen William Elliott (Dublino, 6 gennaio 1984) è un ex calciatore irlandese, di ruolo attaccante.

## Carriera

### Nazionale
Nel 2003 ha disputato il Mondiale Under-20, competizione in cui ha segnato 3 reti in 4 partite risultando capocannoniere irlandese della competizione. Ha poi militato anche in Under-21, con la quale ha siglato 6 reti che lo rendono capocannoniere della selezione assieme a Kevin Doyle. Ha debuttato in Nazionale irlandese il 16 novembre 2004 contro la Croazia ed ha segnato il primo gol internazionale l'8 ottobre 2005 contro il Cipro. Tuttavia non ha più giocato in Nazionale maggiore dal 2 settembre 2006 (sconfitta 1-0 con la Germania).